# Oorlogsmonument Didam

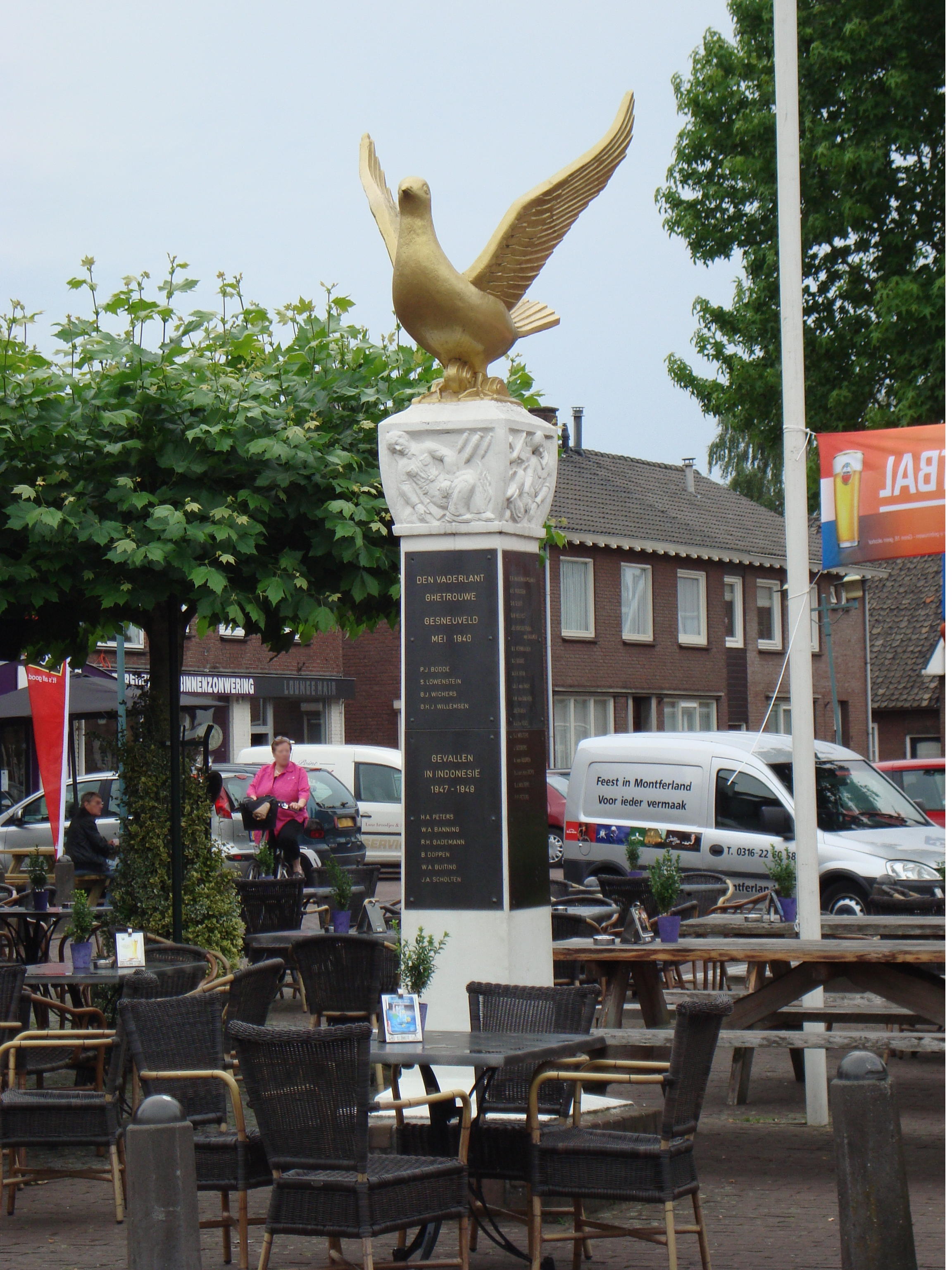
Zicht op het monument in Didam

Het Oorlogsmonument op het Lieve Vrouweplein in Didam is een monument ter nagedachtenis van de omgekomen inwoners van de gemeente ten tijde van de Tweede Wereldoorlog en de snel daar op volgende politionele acties. Het monument is onthuld op 4 mei 1951.

## Locatie
Het monument staat op het Lieve Vrouweplein, omringd door het terras van een lokale horecagelegenheid. Dit is niet de oorspronkelijke locatie van het monument. Oorspronkelijk stond het monument dicht bij het gemeentehuis aan de Burg. Kronenburglaan. Na een herinrichting van dit gebied tot parkeerterrein werd het monument verplaatst naar de huidige locatie. De huidige locatie is midden in het centrum van Didam aan een belangrijke doorgaande weg. Hiermee vormt het monument een centraal herkenningspunt in het Dorp.

## Vorige monumenten
Direct na de oorlog werd er op de oorspronkelijke plek van het monument een houten kruis opgericht, met daarin de namen van de slachtoffers gebeiteld.

## Ontwerp
Het monument bestaat uit een witte zuil op een lage bakstenen sokkel. De zuil is bekroond met een reliëf van hetzelfde materiaal. Bovenop de zuil staat een gouden vredesduif met gespreide vleugels. Oorspronkelijk stonden de namen van de slachtoffers in het witte materiaal gebeiteld, maar door verwering waren deze namen onleesbaar geworden. Daarom is gekozen om gedenkplaten van messing te plaatsen op het monument, met daarin de namen van de slachtoffers gegraveerd.
De zuil is ontworpen door A.W.N. Giesen en de vogel is ontworpen door A. Meertens. Het monument heeft destijds totaal fl. 4000,- gekost, waarvan ruim fl. 3000,- werd opgehaald door middel van collectes en giften.

## Herdachte personen
Aan de voorzijde van het monument staan de militaire slachtoffers, op de beide zijkanten de burgerslachtoffers en aan de achterkant zijn de leden van de joodse gemeenschap geplaatst.
Totaal zijn er 54 namen opgenomen op het monument, allen van Didammers omgekomen tijdens de periode 1940-1949.

## Plechtigheden
Bij de dodenherdenkingen op 4 mei wordt er elk jaar een krans gelegd bij het monument ter ere van de slachtoffers.

## Symboliek
De gouden duif die het monument bekroont staat voor de vrede. De duif als symbool van de vrede komt van de Bijbelse Noach, die een duif liet uitvliegen om na de grote zondvloed te kijken of er weer land te vinden was. Sindsdien staat de duif voor goede tijdingen. Na de Tweede Wereldoorlog werd met deze goede tijdingen vrede bedoeld.

## Recente wijziging
In mei 2020 zijn er tien namen toegevoegd aan het monument. Hierbij gaat het onder meer om de namen van zeven Didamse Joden. Oorspronkelijk waren deze niet ingegraveerd bij het monument omdat zij ten tijde van hun deportatie niet woonachtig waren in Didam. Henk Stevens van de Oudheidkundige Vereniging Didam heeft zich ingespannen om deze personen toch op het monument te krijgen omdat, wanneer de oorlog niet uitgebroken was, deze mensen gewoon in Didam gebleven zouden zijn. De overige drie namen zijn van mensen uit Nieuw-Dijk, een nabijgelegen plaats.